# Mama und Papa
Mama und Papa sind im Deutschen die gebräuchlichsten Kosewörter für Mutter und Vater und im Allgemeinen die beiden ersten Wörter, die ein Kleinkind erlernt bzw. spricht. Anschauliche Beobachtungen zum Erwerb dieser beiden Wörter geben die Entwicklungspsychologen Clara und William Stern wieder. Lautlich sehr ähnliche Lallwörter in gleicher Bedeutung finden sich in zahllosen Sprachen weltweit.

## Etymologie

### Lallwörter als Universalie des Spracherwerbs
Die Wörter Mama, Papa bzw. lautlich sehr ähnliche Lallwörter wie Baba, Dada und Tata als Bezeichnung für die Eltern kommen in zahlreichen Sprachen weltweit vor. Der Linguist Roman Jakobson führte 1959 in einem heute klassischen Aufsatz (Why 'Mama' and 'Papa'?) aus, dass diese Ähnlichkeit kein Beweis für die genetische Verwandtschaft dieser Sprachen und auch keine Lautmalerei ist, sondern sich durch physiologische Faktoren erklärt, die den Spracherwerb aller Kleinkinder bedingen, also unabhängig von der Muttersprache, quasi als Universalie. Phonetisch ist der ungerundete offene Zentralvokal [a] der erste Vokal, den ein Kind artikulieren kann. Der stimmhafte bilabiale Nasal [⁠m⁠] ist der erste Konsonant, der durch das Verschließen der Lippen entsteht, und die bilabialen Plosive [⁠p⁠] und [⁠b⁠] sowie deren alveolare Gegenstücke [⁠t⁠] und [⁠d⁠] kommen zustande, nachdem das Kind gelernt hat, den Verschluss der Lippen wieder zu öffnen. Die Verdoppelung der Silben ma, pa, ta zu mama, papa, tata wird psycholinguistisch als Affektgemination bezeichnet. Diese ersten Lautfolgen eines Kindes bezeichnen noch nichts, ihre Zuordnung zu einer Person ist kulturell bedingt. In einigen Sprachen kann Mama deshalb auch den männlichen Elternteil bezeichnen (so etwa im Georgischen) und Papa den weiblichen. Hingegen sind die deutschen Wörter Mutter und Vater lautgesetzlich aus dem Indogermanischen ableitbar.
Untersuchungen von Virginia Volterra im Jahre 1979 ergaben, dass der Begriff „Mama“ eher für einen Aufruf oder eine Bitte als für die Mutter steht. Der Ausruf „Papa“ kam dagegen in Situationen vor, die direkt oder indirekt mit dem Vater zu tun hatten, so beispielsweise wenn das Kind auf den Arm genommen werden wollte, was meist der Vater zuvor tat. Auch hier stand das Wort „Papa“ nicht für den Vater. Volterra bestimmte eine zweite Phase, wonach der Begriff „Papa“ nun auch für Vermutungen und Wünsche, die mit dem Vater zu tun haben, verwendet wird, bspw. wenn das Kind denkt, dass der Vater gleich ins Zimmer kommt. In der nächsten Phase wird der Begriff auf den Vater bzw. auf Situationen, die direkt mit ihm in Zusammenhang stehen, konkretisiert. In der letzten Phase verallgemeinert das Kind den Begriff „Papa“, indem es alle erwachsenen Männer so benennt.

### Sprachgebrauch im Deutschen, Französischen, Englischen und Italienischen
Die deutsche Schriftsprache entlehnte die Ausdrücke Mama und Papa indes erst im 17. Jahrhundert aus dem Französischen, zusammen mit einigen weiteren Verwandtschaftsbezeichnungen (Onkel, Tante, Großvater und -mutter, Cousin und Cousine), die seither die älteren germanischstämmigen Entsprechungen (Oheim, Muhme, Vetter, Base) zusehends verdrängt haben und heute im deutschen Wortschatz so weit integriert sind, dass sie kaum mehr als Fremd- oder Lehnwörter wahrgenommen werden. Sowohl Aussprache als auch Orthographie wurden dabei etwas eingedeutscht: An die Stelle der dem Deutschen fremden Nasalvokale der frz. maman trat jeweils ein offenes [⁠a⁠], in der Rechtschreibung wurde folgerichtig das finale n gestrichen (das im Frz. nicht als distinkter Konsonant artikuliert wird, sondern die Nasalisierung des vorangehenden Vokals anzeigt), und sowohl bei der Mama als auch beim Papa wanderte der Wortakzent im Laufe der Zeit von der zweiten auf die erste Silbe oder wurde gänzlich eingeebnet (die Vielfalt der Abstufungen veranschaulicht exemplarisch Heintjes Darbietung von Mama 1967). Zumindest bildungssprachlich war die Betonung im Auslaut zwar die längste Zeit durchaus üblich, wirkt heute aber eher antiquiert, geziert oder bemüht französisierend. Stets endbetont, aber nur mehr in ironischer Rede gebräuchlich sind die Fügungen „Frau Mama“ und „Herr Papa“, die im 18. und 19. Jahrhundert in vornehmen Haushalten als Anrede in Mode waren.
Ebenfalls um 1700 gelangte der papa aus dem Französischen auch ins Englische sowie ins Italienische (hier papà geschrieben, da wie im Frz. auslautbetont, und nicht mit dem papa zu verwechseln, also dem Papst). In Italien ist das Wort heute in allen Schichten und Mundarten allgemein gebräuchlich; allein in der Toskana konnte sich dagegen mit babbo ein einheimisches Lallwort behaupten, das schon Dante in De vulgari eloquentia (um 1305, dt. Über die Redegewandtheit in der Volkssprache) als typisches Beispiel für Kindersprache nennt, darum aber auch den Wörtern zurechnet, die sich in der ernsten Literatur nicht geziemen; im 33. Canto des Inferno setzt er es zwar selbst ein, hier aber gleichsam als Sinnbild für die Schwierigkeit, sich in der oft unzulänglich scheinenden Volkssprache würdig auszudrücken (If 33, 7-9: ‚ché non è impresa da pigliare a gabbo / discriver fondo a tutto l’universo / né da lingua che chiami mamma o babbo‘).
Im Englischen konnte sich der papa hingegen nicht gegen die althergebrachten Kosenamen dad/daddy durchsetzen. Besonders im 19. Jahrhundert erfreute er sich zwar einer gewissen Mode, wird aber damals wie heute oftmals als affektierter Manierismus sich besser wähnender Kreise belächelt. So wurde in jüngster Zeit in verschiedenen Medien naserümpfend über einen dahingehenden Trend unter amerikanischen „Hipstern“ berichtet; in Kindertagesstätten von Hipsterhochburgen wie Williamsburg soll bereits gut die Hälfte der Kinder ihre Väter als papa titulieren (Stand: 2016). Unabhängig vom Oberschicht-Gebrauch als (französisch ausgesprochenes) Lehnwort wird papa gerade in den Vereinigten Staaten auch insbesondere in Familien oder Kommunen von mittel- und südeuropäischen Einwanderern verwendet. Stärkeren Zuspruch erfährt die Bezeichnung heute auch bei Familien mit zwei Vätern, bei denen neben dad nach einem zweiten, klar unterscheidbaren Kosenamen gesucht wird. In Schottland (und von schottischen Emigrantenfamilien) wird papa dagegen mitunter als Kosename des Großvaters verwendet, während für den Vater wie im übrigen englischen Sprachraum dad vorbehalten ist.